# Wiktor Chabel
Wiktor Chabel (Sandomierz, 23 de noviembre de 1985) es un deportista polaco que compite en remo.
Ganó una medalla de plata en el Campeonato Mundial de Remo de 2019 y cuatro medallas en el Campeonato Europeo de Remo entre los años 2009 y 2018.
Participó en dos Juegos Olímpicos de Verano, ocupando el cuarto lugar en Río de Janeiro 2016 y el cuarto en Tokio 2020, en la prueba de cuatro scull.

## Palmarés internacional
| Campeonato Mundial | Campeonato Mundial       | Campeonato Mundial | Campeonato Mundial |
| Año                | Lugar                    | Medalla            | Prueba             |
| ------------------ | ------------------------ | ------------------ | ------------------ |
| 2019               | Ottensheim (Austria)     | Medalla de plata   | Cuatro scull       |
| Campeonato Europeo |                          |                    |                    |
| Año                | Lugar                    | Medalla            | Prueba             |
| 2009               | Brest (Bielorrusia)      | Medalla de bronce  | Cuatro scull       |
| 2011               | Plovdiv (Bulgaria)       | Medalla de bronce  | Cuatro scull       |
| 2017               | Račice (República Checa) | Medalla de plata   | Cuatro scull       |
| 2018               | Glasgow (Reino Unido)    | Medalla de bronce  | Cuatro scull       |